# Çaldıran
Çaldıran (in curdo Ebex; in armeno Աբաղա, Abaġa) è il capoluogo dell'omonimo distretto, nella provincia di Van in Turchia.

## Geografia
La città si trova nell'est della Turchia, sull'Altopiano armeno a pochi kilometri dal confine con l'Iran. Il 9 gennaio 1990 ha registrato il record della temperatura più bassa mai raggiunta in Turchia: -46.4 °C.

## Storia
Il moderno insediamento non è distante dal campo della battaglia di Cialdiran, che fu combattuta il 23 agosto 1514 nel confinante shahrestān di Chaldoran, odierno Iran.
Il 24 novembre 1976 fu epicentro del terremoto di Çaldıran–Muradiye, sisma che provocò tra le 4 000 e le 5 000 vittime. Il 7 giugno 1987 la città ottenne lo status di comune.

## Società
In città è presente popolazione curda.

## Infrastrutture e trasporti
È posta lungo la strada europea E99 (in questo tratto strada statale 975) che la collega a sud con il resto della provincia di Van ed a nord con quella di Ağrı, attraverso il Tendürek Geçidi.; si tratta di una delle più alte tra le strade asfaltate situate in paesi europei. 